# کاج بودا
کاج بودا (نام علمی: Podocarpus) نام یک سرده از تیره بوداکاجیان است.
این مخروطی‌ها برگ‌هایی سوزنی دارند که تخت روی یک صفحه قرار گرفته‌اند. هر برگ در قاعده باریک می‌شود و سری مدوّر دارد. آنچه سنگواره‌های کاج بودا را از سنگواره‌های گیاهان مشابهی مثل دارتالاب، تاکسیتس و سکویا متمایز می‌کند جزئیات ساختاری سطح برگ‌هایش است. بقایای کرتاسه‌ای دانه‌گرده‌های کاج بودا را در آمریکای شمالی یافته‌اند، اما این سرده در دوره‌ی پالئوژن به حوزه‌ی آبگیر می‌سی‌سی‌پی محدود شده بود. تاکنون سنگواره‌های پالئوژنی برونه‌های برگی این گیاه را در استرالاسیا، آمریکای جنوبی و بخش جنوبی آمریکای شمالی یافته‌ایم.
منشأ احتمالی این سرده استرالزی بود و بعدتر از شرق به غرب مهاجرت کرد و به جنوب آفریقا و آن سوی اقیانوس آرام رسید. حدود ۱۰۰ گونه‌ی امروزی کاج بودا در مناطق گرم و معتدل و نیمه‌گرمسیری نیم‌کره‌ی جنوبی می‌رویند.